# Coppa del Mondo di combinata nordica 1986
La Coppa del Mondo di combinata nordica 1986, terza edizione della manifestazione organizzata dalla Federazione Internazionale Sci, ebbe inizio il 21 dicembre 1985 a Tarvisio, in Italia, e si concluse il 22 marzo 1986 a Štrbské Pleso, in Cecoslovacchia. Furono disputate 7 gare in altrettante località, tutte individuali Gundersen: 6 su trampolino normale, 1 su trampolino lungo.
Il tedesco occidentale Hermann Weinbuch si aggiudicò la coppa di cristallo, il trofeo assegnato al vincitore della classifica generale. Non vennero stilate classifiche di specialità; Geir Andersen era il detentore uscente del trofeo.

## Risultati
| Data             | Località       | Nazione        | Trampolino            | Spec.       | Primo             | Secondo           | Terzo              |
| ---------------- | -------------- | -------------- | --------------------- | ----------- | ----------------- | ----------------- | ------------------ |
| 21 dicembre 1985 | Tarvisio       | Italia         | Fratelli Nogara K90   | IN NH/15 km | Geir Andersen     | Hermann Weinbuch  | Thomas Müller      |
| 29 dicembre 1985 | Oberwiesenthal | Germania Est   | Fichtelberg K90       | IN NH/15 km | Thomas Müller     | Uwe Dotzauer      | Hermann Weinbuch   |
| 4 gennaio 1986   | Schonach       | Germania Ovest | Langenwaldschanze K90 | IN NH/15 km | Hermann Weinbuch  | Thomas Müller     | Fredy Glanzmann    |
| 18 gennaio 1986  | Murau          | Austria        | Gumpold K85           | IN NH/15 km | Hermann Weinbuch  | Hallstein Bøgseth | Thomas Müller      |
| 28 febbraio 1986 | Lahti          | Finlandia      | Salpausselkä K88      | IN NH/15 km | Hermann Weinbuch  | Geir Andersen     | Klaus Sulzenbacher |
| 14 marzo 1986    | Oslo           | Norvegia       | Holmenkollen K105     | IN LH/15 km | Hallstein Bøgseth | Hermann Weinbuch  | Klaus Sulzenbacher |
| 22 marzo 1986    | Štrbské Pleso  | Cecoslovacchia | MS 1970 K88           | IN NH/15 km | Hermann Weinbuch  | Hubert Schwarz    | Geir Andersen      |

Legenda:

IN = individuale Gundersen

NH = trampolino normale

LH = trampolino lungo

## Classifiche

### Generale
| Pos. | Nome               | Nazione        | Punti |
| ---- | ------------------ | -------------- | ----- |
| 1    | Hermann Weinbuch   | Germania Ovest | 120   |
| 2    | Thomas Müller      | Germania Ovest | 86    |
| 3    | Geir Andersen      | Norvegia       | 81    |
| 4    | Hallstein Bøgseth  | Norvegia       | 73    |
| 5    | Hubert Schwarz     | Germania Ovest | 48    |
| 6    | Fredy Glanzmann    | Svizzera       | 44    |
| 7    | Klaus Sulzenbacher | Austria        | 43    |
| 8    | Giampaolo Mosele   | Italia         | 41    |
| 9    | Espen Andersen     | Norvegia       | 40    |
|      | Andreas Schaad     | Svizzera       | 40    |

### Nazioni
| Pos. | Nazione        | Punti |
| ---- | -------------- | ----- |
| 1    | Germania Ovest | 421   |
| 2    | Norvegia       | 327   |
| 3    | Svizzera       | 121   |
| 4    | Austria        | 114   |
| 5    | Finlandia      | 84    |